# Vindula obiensis
Vindula obiensis is een vlinder uit de familie van de Nymphalidae. De wetenschappelijke naam van de soort is voor het eerst geldig gepubliceerd in 1899 door Lionel Walter Rothschild.